# Ander Barrenetxea Uriarte
Ander Barrenetxea Uriarte (Galdácano, Vizcaya, 29 de marzo de 1992) es un ciclista español. Debutó como profesional en 2015 con el equipo Murias Taldea.

## Palmarés
No consiguió victorias como profesional.

## Equipos
- Murias Taldea (2015-2019)